# Cañada de Verich
Cañada de Verich är en kommun i Spanien.   Den ligger i provinsen Provincia de Teruel och regionen Aragonien, i den östra delen av landet, 300 km öster om huvudstaden Madrid. Antalet invånare är 106.